# Charmes-en-l'Angle
Charmes-en-l'Angle is een gemeente in het Franse departement Haute-Marne (regio Grand Est) en telt 8 inwoners (2009). De plaats maakt deel uit van het arrondissement Saint-Dizier.

## Geografie
De oppervlakte van Charmes-en-l'Angle bedraagt 9,0 km², de bevolkingsdichtheid is dus 0,9 inwoners per km².
De onderstaande kaart toont de ligging van Charmes-en-l'Angle met de belangrijkste infrastructuur en aangrenzende gemeenten.

## Demografie
Onderstaande figuur toont het verloop van het inwonertal (bron: INSEE-tellingen).